# Quartiers et villages d'Heinola
(liste des subdivisions d'Heinola en Finlande )

## Quartiers numérotés
Les quartiers numérotés d'Heinola sont, : 
- I. Keskusta
- II. Seminaari
- III. Plaani
- IV. Suppi
- V. Asemantaus
- VI. Tommola
- VII. Sahanniemi
- VIII. Harju
- IX. Rainio
- X. Niemelä
- XI. Laukkamäki
- XII. Juornatjoki
- XIII. Pyhätön
- XIV. Mustikkahaka
- XV. Kaakonlampi
- XVI. Veljeskylä
- XVII. Vuohkallio
- XIX. Rautsalo
- XX. Jyränkö
- XXI. Sinilähde
- XXII. Tähtiniemi
- XXIII. Hevossaari
- XXIV. Luhtapauni
- XXV. Heinolan kirkonkylä
- XXVI. Pirttiniemi
- XXVII. Rautvuori
- XXXe. Vierumäki.

## Quartiers non numérotés et villages
Les quartiers non numérotés et les villages sont, : 
- Hirvisalo
- Hujansalo
- Härkälä
- Imjärvi
- Kaivanto
- Kausa
- Komostenkylä
- Korkee
- Lakeasuo
- Lusi
- Läpiä,
- Marjoniemi
- Myllyoja
- Onali
- Paaso
- Paistjärvi
- Pääsinniemi
- Rihu
- Sepänniemi
- Taipale
- Tuusjärvi.